# No. 10
No. 10 è un album in studio del gruppo musicale canadese The Guess Who, pubblicato nel 1973; nel 1996 ne venne pubblicata una riedizione, chiamata #10, con l'aggiunta della traccia Lie Down.

## Tracce
1. Take It Off My Shoulders - 4:03
2. Musicione - 3:55
3. Miss Frizzy - 4:25
4. Glamour Boy - 5:27
5. Self Pity - 4:22
6. Cardboard Empire - 3:25
7. Just Let Me Sing - 6:13

## Formazione
- Burton Cummings – voce, tastiera
- Kurt Winter – chitarra
- Donnie McDougall - chitarra, cori
- Bill Wallace – basso, cori
- Garry Peterson – batteria